# Лохово
Лохово је насељено мјесто у Босни и Херцеговини, у граду Бихаћу, које административно припада Федерацији Босне и Херцеговине. Према попису становништва из 1991. у насељу је живјело 713 становника.

## Становништво
| Националност       | 1991. | 1981. | 1971. | 1961. |
| Срби               | 648   | 526   | 411   | 423   |
| Муслимани          | 33    | 5     |       |       |
| Југословени        | 19    | 48    |       |       |
| Хрвати             | 13    | 11    | 21    |       |
| остали и непознато |       | 4     |       |       |
| Укупно             | 713   | 594   | 432   | 423   |

| Демографија | Демографија | Демографија |
| Година      | Становника  | Становника  |
| ----------- | ----------- | ----------- |
| 1961.       | 423         |             |
| 1971.       | 432         |             |
| 1981.       | 594         |             |
| 1991.       | 713         |             |